# Andrieșeni
Andrieşeni é uma comuna romena localizada no distrito de Iaşi, na região de Moldávia. A comuna possui uma área de 92.49 km² e sua população era de 4420 habitantes segundo o censo de 2007.